# Equivalencia entre masa y energía

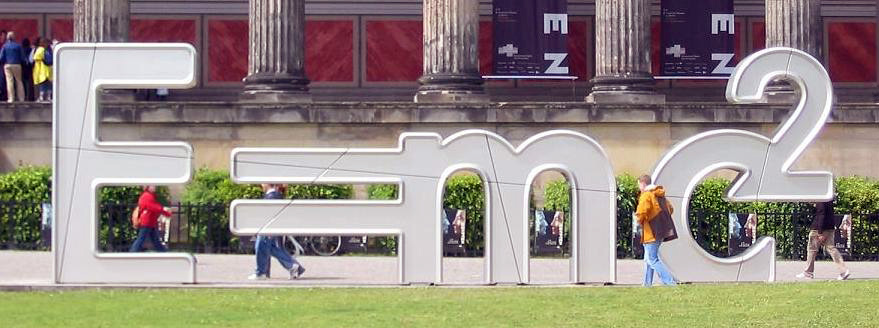
Escultura de la ecuación en el Paseo de las Ideas, Alemania

La equivalencia entre la masa y la energía se establece por la expresión de la teoría de la relatividad:

{\displaystyle E=mc^{2}\,}

Dicha expresión ha estado sujeta a ciertas interpretaciones, dependiendo de cómo se defina masa. Con las interpretaciones adecuadas las consecuencias para la teoría de partículas de dicha ecuación están totalmente claras, aunque el debate de si es más conveniente esa expresión o la expresión:

{\displaystyle E={\sqrt {p^{2}c^{2}+m^{2}c^{4}}}\,}

La fórmula {\displaystyle E=mc^{2}\,} establece que la energía de un cuerpo en reposo (E) se puede calcular como la masa relativista aparente (m) multiplicada por la velocidad de la luz (c = aproximadamente 3 × 108 m/s) al cuadrado. Es decir, todo cuerpo en reposo con masa tiene un tipo de energía asociada (energía en reposo); similarmente cualquier cosa que tenga energía exhibe una masa correspondiente m dada por su energía E dividida por la velocidad de la luz al cuadrado c² (de hecho, Einstein planteó la ecuación E=mc² de esa manera, como L/V²). Debido a que la velocidad de la luz es un número muy grande en unidades cotidianas, la fórmula implica que incluso un objeto cotidiano en reposo con una cantidad modesta de masa tiene una cantidad muy grande de energía intrínseca, por ejemplo, un protón tiene una energía en reposo que puede parecer muy poca, pero que es bastante si se toma en cuenta que toda esa energía la contiene un pequeño protón. Las transformaciones químicas, nucleares y de otra energía pueden hacer que un sistema pierda parte de su contenido energético (y por lo tanto una masa correspondiente) liberándolo por ejemplo como luz (radiante) o energía térmica; de hecho, gracias a la equivalencia masa-energía ocurren fenómenos como la fisión nuclear o la fusión nuclear (que es responsable del brillo del sol) . La equivalencia masa-energía surgió originalmente de la relatividad especial como una paradoja descrita por el matemático Henri Poincaré. 
Einstein lo presentó en su artículo «¿Depende la inercia de un cuerpo de su contenido de energía?», uno de los cuatro artículos Annus Mirabilis de Einstein publicados en la revista científica Annalen der Physik en 1905. Einstein fue el primero en proponer que la equivalencia entre masa y energía es un principio general que es real y una consecuencia de las simetrías del espacio y del tiempo. Una consecuencia de la equivalencia masa-energía es que si un cuerpo es estacionario, todavía tiene alguna energía interna o intrínseca, llamada energía de reposo, que corresponde a su masa en reposo. Cuando el cuerpo está en movimiento, su energía total es mayor que su energía de reposo, y, de manera equivalente, su masa total (también llamada masa relativista en este contexto) es mayor que su masa en reposo. Esta masa en reposo también se llama masa intrínseca o invariante porque sigue siendo la misma independientemente de este movimiento, incluso para las velocidades extremas o la gravedad considerada en la relatividad especial y general. La fórmula de energía de masa también sirve para convertir unidades de masa en unidades de energía (y viceversa), sin importar qué sistema de unidades de medida se utilice.
Sin embargo la ecuación E=mc² está incompleta, ya que solo se aplica para definir la energía en reposo, pero a la hora de definir la "energía relativista" de un cuerpo en movimiento se necesita incluir al momento lineal p (p=mv, masa por velocidad); además, según la ecuación, la energía en reposo depende de la masa, por lo que no se aplica para partículas sin masa, como la luz, que debe tener energía. La ecuación que resuelve todos estos problemas es la versión completa de E=mc², E²=p²c²+m²c⁴, que nos dice que la energía al cuadrado de un cuerpo es igual al momento lineal al cuadrado por la velocidad de la luz al cuadrado, más la masa al cuadrado por la velocidad de la luz a la cuarta. Para un cuerpo sin masa, la ecuación quedaría así: E²=p²c²

## Introducción
La expresión {\displaystyle E=mc^{2}} implica que la presencia de una cierta cantidad de masa conlleva una cierta cantidad de energía aunque la primera se encuentre en reposo. En mecánica relativista la energía en reposo de un cuerpo es el producto de su masa por su factor de conversión (velocidad de la luz al cuadrado), o que cierta cantidad de energía de un objeto en reposo por unidad de su propia masa es equivalente a la velocidad de la luz al cuadrado. Esto tiene consecuencias en ciertas reacciones entre partículas; así un neutrón en reposo puede desintegrarse del siguiente modo:

{\displaystyle \mathrm {n} \to \mathrm {p} ^{+}+\mathrm {e} ^{-}+{\bar {\nu }}_{e}}

Es decir, un neutrón desaparece al tiempo que aparece un protón, un electrón y un antineutrino electrónico en su lugar. Pero el principio relativista de la conservación de la energía implica que la energía cinética de las partículas salientes está limitada por:

{\displaystyle E_{k}\leq (m_{\mathrm {n} }-m_{\mathrm {p} }-m_{\mathrm {e} })c^{2}}

Que no tiene análogo en mecánica clásica y que está bien demostrada experimentalmente. Este fue un primer éxito de la famosa ecuación de Albert Einstein ya que permitió extender la ley de conservación de la energía a fenómenos como la desintegración radiactiva.
La fórmula establece la relación de proporcionalidad directa entre la energía E (según la definición hamiltoniana) y la masa m, siendo la velocidad de la luz → c elevada al cuadrado la constante de dicha proporcionalidad.
También indica la relación cuantitativa entre masa y energía en cualquier proceso en que una se transforma en la otra, como en una explosión nuclear. Entonces, E puede tomarse como la energía liberada cuando una cierta cantidad de masa m es desintegrada, o como la energía absorbida para crear esa misma cantidad de masa. En ambos casos, la energía (liberada o absorbida) es igual a la masa (destruida o creada) multiplicada por el cuadrado de la velocidad de la luz.
Energía en reposo = Masa × (Constante de la luz)²

## Interpretación geométrica espacio-temporal de la ecuación
La Relatividad, esencialmente, pretende explicar el curso de los procesos naturales a través de la geometría del espacio-tiempo, la cual impone una serie de restricciones que determinan el desarrollo de tales procesos. La geometría del espacio-tiempo no es la euclídea habitual (no se cumple el teorema de Pitágoras, por decirlo así), sino que es la geometría de Minkowski, cuyas reglas son diferentes. Las magnitudes físicas interesantes en Relatividad son las que poseen cuatro componentes, porque sabemos que el espacio-tiempo relativista tiene también cuatro dimensiones (tres espaciales y una temporal) temporales de un sistema de referencia cualquiera ligado a un observador. Las tres proyecciones de este vector 4-ímpetu sobre los ejes espaciales —hablando libremente— serían lo que clásicamente (en la mecánica de Newton) llamamos las tres componentes del impulso (o momento lineal).
Por otro lado, la proyección del vector 4-ímpetu sobre el eje del tiempo nos daría la masa-energía relativa (aquella que mide un observador que no está en reposo con respecto al objeto al cual asociamos ese vector 4-ímpetu). El módulo del vector 4-ímpetu (su "longitud" en el dibujo) se calcula mediante la regla que ponía en el anterior mensaje, y eso es la masa-energía propia (la que mediría un observador en reposo con respecto al objeto). Cuando ese objeto es un fotón no podemos medir directamente la masa-energía propia, solo calcularla, y resulta que siempre es cero (es una propiedad peculiar de los fotones). Pero no importa porque nosotros solo podemos manejar con sentido físico medible la masa-energía relativa y las componentes del impulso.

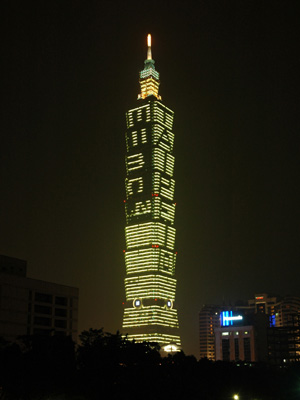
La famosa ecuación es mostrada en Taipei 101 durante la celebración del año mundial de la física en 2005

La ecuación E = mc², válida en el contexto de la relatividad especial, se aplica a todos los objetos dentro un espacio-tiempo plano (o asintóticamente plano).
Cuando la ecuación se aplica a un objeto que no se encuentra en movimiento (lo cual significa que el objeto está siendo visto desde un punto de referencia en el cual el objeto se encuentra en reposo), tenemos la expresión E=mc², en el cual E y m son la energía y masa "propias" (gráficamente igual a la longitud del 4-vector antes mencionado). Por la identidad masa-energía, haciendo la velocidad de la luz igual a la unidad, tenemos E = m. Este mismo objeto podría encontrarse en movimiento desde otro marco de referencia, y para este sistema tendríamos una masa-energía relativa y además tres componentes del impulso.
Cabe notar que en la física moderna la masa y la energía pueden considerarse idénticas. Cualquier ecuación en la cual aparezcan dos magnitudes ligadas por una constante universal, puede interpretarse legítimamente como la identidad entre dichas magnitudes, ya que la constante universal puede igualarse a la unidad por un cambio de unidades. Esto es especialmente claro en el caso de la Relatividad.

### Utilizando la masa relativista variable
En los artículos de Einstein la variable m representaba lo que ahora conocemos como masa relativista.[cita requerida] Dicha masa se relaciona a la masa en repso {\displaystyle m_{0}}, que es la masa de un objeto que se encuentra fijo desde el marco de referencia siendo utilizado. La masa relativista de un objeto cambia con la velocidad de un objeto, se incrementa a medida que la velocidad de un objeto incrementa desde el punto de vista utilizado, mientras que la masa estacionaria es una cantidad fija. Las dos masas se relacionan entre sí según la ecuación:

(1){\displaystyle m=\gamma m_{0}={\frac {m_{0}}{\sqrt {1-v^{2}/c^{2}}}}}

Para obtener la ecuación de E = mc² se debe de modificar la ecuación E² = p²c² + m²c4 asignándole un valor de cero a p (p = 0). Según se puede observar, el objeto está fijo (su velocidad es de cero) y E² es igual a m²c4, o sea E = mc². E = mc² solo se aplica en este caso en particular, en el cual la masa no está en movimiento. Si la masa se encuentra en movimiento es necesario volver a insertar la multiplicación del cuadrado de las variables p y c en la ecuación (p²c²).
Si se le asigna un valor de cero a la variable v (v = 0) en la ecuación (1), se dice que la masa no se encuentra en movimiento, y como resultado la masa relativista y la masa estacionaria tienen el mismo valor. En este caso la ecuación E = mc² puede escribirse como E = {\displaystyle m_{0}c^{2}}. No existe ninguna diferencia entre esta ecuación y E = mc² con excepción, quizás, de que se podría decir que {\displaystyle m_{0}} representa a v = 0.
Si se usa la masa relativista de un objeto se tiene que cambiar la ecuación original a {\displaystyle E=mc^{2}} a {\displaystyle E=m_{0}c^{2}} y esta no aplicaría a un objeto en movimiento ya que {\displaystyle m_{0}} solo se aplica al caso en el cual v = 0 y cuando v es igual a cero, m = {\displaystyle m_{0}}.

### Utilizando la masa en reposo
Los físicos modernos rara vez utilizan la masa relativista, porque conllevaría implicaciones espacio-temporales, razón por la cual m representa la masa en reposo y la variable E es la energía en reposo (la energía de un objeto que no se encuentra en movimiento) en la ecuación E = mc². La ecuación que se utiliza para los objetos que se encuentran en movimiento es

{\displaystyle E={\sqrt {p^{2}c^{2}+m^{2}c^{4}}}=\gamma mc^{2}}

En la ecuación {\displaystyle p=\gamma mv} es el momento lineal del objeto. Esta ecuación se reduce a E = mc² en los casos en que un objeto se encuentra en reposo. Por motivos de claridad la variable m representará la masa relativista y m0 representará la masa en reposo en el resto del artículo.

### Aproximación de baja energía
Dado el hecho que la energía en reposo es igual a m0c², la energía total es igual a la suma de la energía cinética más la energía en reposo. La ecuación que genera el total de la energía cinética relativa es la siguiente:

{\displaystyle E_{\mathrm {cin{\acute {e}}tica} }=E_{\mathrm {total} }-E_{\mathrm {reposo} }=\gamma m_{0}c^{2}-m_{0}c^{2}=\left(\gamma -1\right)m_{0}c^{2}}

A velocidades bajas esta ecuación debería de ser equivalente a la fórmula que se utiliza para obtener la energía cinética de un objeto:

{\displaystyle E_{\mathrm {cin{\acute {e}}tica} }={\frac {1}{2}}m_{0}v^{2}}.

Al expandir {\displaystyle \gamma } utilizando una serie de Taylor se puede demostrar que las dos ecuaciones concuerdan una con otra:

{\displaystyle \gamma ={\frac {1}{\sqrt {1-({\frac {v}{c}})^{2}}}}\approx 1+{\frac {1}{2}}\left({\frac {v}{c}}\right)^{2}}.

Si se inserta esta fórmula a la ecuación original se obtiene el siguiente resultado:

{\displaystyle E_{\mathrm {cin{\acute {e}}tica} }\approx {\frac {1}{2}}\left({\frac {v}{c}}\right)^{2}m_{0}c^{2}={\frac {1}{2}}m_{0}v^{2}}.

Como resultado se obtiene la expresión ½m0v² = Energía total - Energía en reposo que también se puede reorganizar para que Energía total = Energía en reposo + ½m0v². Esta ecuación genera un conflicto con la física de Newton en la cual toda la energía se consideraba como energía cinética. Esta nueva ecuación demostró que la relatividad era una corrección a la mecánica clásica y que en un ambiente de baja energía o en un régimen clásico la física relativa y la física de Newton no son equivalentes la una con la otra. Aunque la fórmula para obtener el total de energía no es igual, la ecuación para obtener solamente la energía cinética de un objeto sí es la misma.
Einstein demostró que la física clásica estaba errada cuando trataba de explicar objetos masivos u objetos que viajan a velocidades muy elevadas. En el caso de los objetos más pequeños y lentos, los cuales fueron la base de la física clásica de Newton, la física clásica sí es compatible con la física moderna.

## Artículos de Einstein de 1905
El artículo, «Ist die Trägheit eines Körpers von seinem Energieinhalt abhängig?» («¿Depende la inercia de un cuerpo de su contenido energético?»), se publicó en Annalen der Physik es uno de los cuatro artículos de Einstein titulados colectivamente artículos Annus Mirabilis publicados ese año en dicha revista científica. Unos meses antes, había publicado en la misma revista el artículo «Zur Elektrodynamik bewegter Körper» («Sobre la electrodinámica de los cuerpos en movimiento»), en el cual expone su teoría de la relatividad especial.
La tesis del artículo fue: «Si un cuerpo genera energía, L, en la forma de radiación, su masa disminuye por L/c²». En este caso la radiación equivale a la energía cinética y el concepto de masa era el que en la física moderna equivale a la masa en reposo.
La fórmula L/c² equivale a la diferencia de masa antes y después de la expulsión de energía; esta ecuación no representa la masa total de un objeto. Cuando Einstein publicó su artículo esta fórmula era una hipótesis y todavía no se había probado a través de experimentos.